# Georges Isidore Barthe
Pour les articles homonymes, voir Barthe.
Georges Isidore Barthe (16 novembre 1834-11 août 1900) est un avocat, rédacteur et homme politique fédéral et municipal du Québec.

## Biographie
Né à Restigouche, aujourd'hui Listuguj, au Bas-Canada, il étudie au Séminaire de Nicolet. Il est nommé au Barreau en 1856. Ensuite, avec un partenaire, il publia le journal Le Bas-Canada qui exprima l'idée d'un Bas-Canada indépendant. Premier secrétaire-trésorier de Trois-Rivières de 1855 à 1857, il devint maire de Sorel en 1864.
Élu député du indépendant conservateur dans la circonscription fédérale de Richelieu lors d'une élection partielle déclenchée après le décès du député Thomas McCarthy en 1870, il fut défait en 1872. Redevenu député en 1874, il fut défait à deux reprises en 1878 et en 1882.
En 1894, il fonda le journal L'Indépendance canadienne réclamant la décentralisation de l'union canadienne. En 1897, il devint traducteur officiel de la Chambre des communes. Il mourut à Ottawa en 1900 à l'âge de 65 ans, trois mois avant son 66e anniversaire.
Son frère, Joseph-Guillaume Barthe, a été député de l'Assemblée législative de la Province du Canada.

## Archives
Il y a un petit fonds Georges-Isodore Barthe à Bibliothèque et Archives Canada. La référence archivistique est R6110. 